# USS Stevens (DD-479)
Pour les articles homonymes, voir Stevens.
Pour les autres navires du même nom, voir USS Stevens.
L'USS Stevens (DD-479) est un destroyer de la classe Fletcher en service dans la Marine des États-Unis pendant la Seconde Guerre mondiale. Il a été nommé en l'honneur du contre-amiral Thomas H. Stevens, Jr. (1819–1896).

## Construction
Sa quille est posée le 30 décembre 1941 au chantier naval Charlestown Navy Yard de Boston, dans le Massachusetts. Il est lancé le 24 juin 1942 ; parrainée par Mme Roland Curtin et Mme Frederick Stevens Hicks, et mis en service le 1er février 1943.

## Historique

### 1943

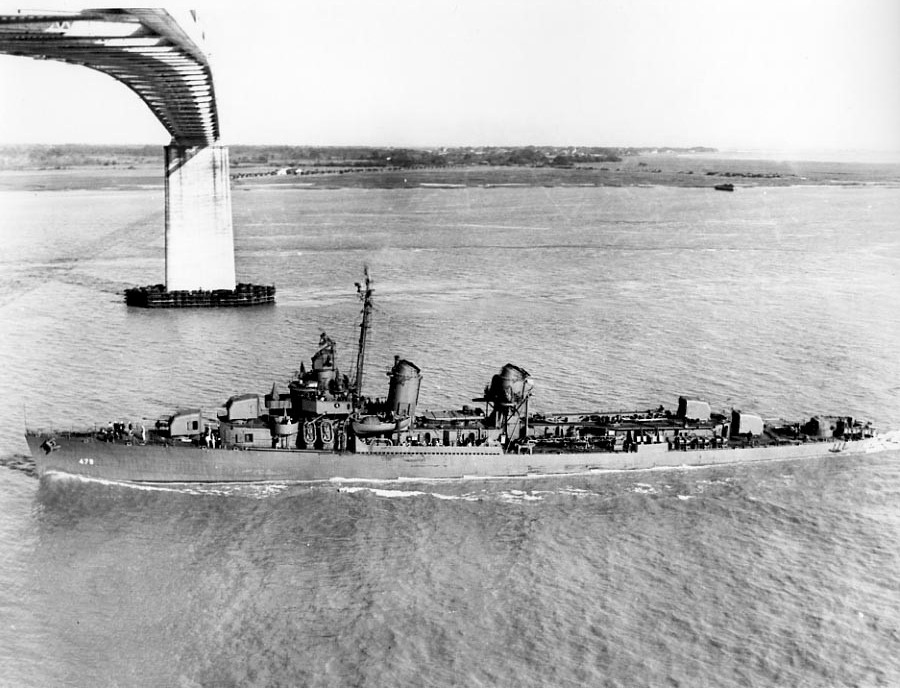
Le USS Stevens (DD-479) en route sur la rivière Cooper le 15 mars 1943

Le Stevens était l'un des trois destroyers de la classe Fletcher à être équipé d'une catapulte pour hydravion, les autres étant le USS Pringle (DD-477) et le USS Halford (DD-480). La catapulte et une grue pour avion étaient situées juste à l'arrière de la cheminée numéro 2, à la place de l'affût du tube lance-torpilles arrière, de l'affût de 5 pouces numéro 3 et du deuxième pont du bâtiment du pont arrière qui portait normalement un canon antiaérien double de 40 mm sur la plupart des navires de cette classe. (L'affût double de 40 mm a été déplacé vers la poupe, juste à l'avant des supports de grenades sous-marines, où la plupart des navires de la classe portaient des affûts de 20 mm). Il était prévu que l'hydravion soit utilisé pour la reconnaissance de la flottille de destroyers à laquelle le navire était rattaché. Il devait être lancé par la catapulte, atterrir sur l'eau à côté du navire et être récupéré par la grue. Il s'est avéré qu'il n'était pas adapté à l'usage prévu, et les trois navires ont finalement été convertis à la configuration standard de la classe Fletcher.
Le Stevens a terminé sa période d'essai dans l'Atlantique au printemps 1943, puis a escorté des convois côtiers avant de se diriger vers le canal de Panama en juillet. Le 26 juillet, il a transité par le canal et s'est amarré à Balboa le jour suivant. Il est reparti le 28 juillet, s'est dirigé vers l'ouest jusqu'à Hawaï et est entré à Pearl Harbor le 9 août. À cette époque, les prouesses industrielles américaines commençaient à produire et à mettre en action la puissante force navale qui, en deux ans, mettra l'Empire japonais à genoux. Le Stevens, qui fait partie d'une nouvelle classe de destroyers rapides et bien armés, se joint aux trois nouveaux porte-avions de la classe Essex et aux cuirassés rapides USS Alabama (BB-60) et USS South Dakota (BB-57) pour renforcer la flotte américaine du Pacifique (U.S. Pacific Fleet). À la fin du mois d'août, il accompagne les porte-avions de la Task Force 15 (TF 15) lors de raids d'échauffement sur les îles Gilbert. Leurs avions ont frappé l'île Marcus le 31 et Tarawa le 18 septembre, mais le Stevens s'est séparé d'eux et a navigué vers la côte ouest avant leurs raids des 5 et 6 octobre sur l'atoll de Wake. Au moment de son départ de la côte ouest, le 6 octobre, les assauts sur Makin (Bataille de Makin) et Tarawa avaient été effectués, et les atolls étaient pratiquement sécurisés.

### 1944: Pacifique central et Sud
Bien qu'il ait manqué le premier saut de puce dans le Pacifique central, le Stevens rejoint la 5e flotte à temps pour participer au deuxième saut. Attaché au groupe opérationnel 52.8 (Task Group 52.8 ou TG 52.8), le groupe d'appui-feu, le destroyer participe à l'opération Flintlock, la phase de Kwajalein de la conquête des îles Marshall, fin janvier et début février 1944. Il a bombardé les îles avant les débarquements et a ensuite fourni des tirs d'appui aux Marines jusqu'à ce que cela ne soit plus nécessaire.
Cependant, le tour de service du Stevens avec la 5e flotte dans le Pacifique central se termina bientôt, car il quitta Kwajalein le 4 février 1944 pour la zone du Pacifique Sud. Il s'arrête à Funafuti, dans les îles Ellice, du 8 au 13 février, puis rejoint les destroyers USS Lang (DD-399), USS Hogan (DD-178), USS Hamilton (DD-141), et USS Stansbury (DD-180) pour protéger les 24eet 25e divisions de transport. Le convoi se divise le 15 et le détachement de Guadalcanal, composé du Stevens et du Lang pour protéger les cargos armées USS DuPage (APA-41), USS Aquarius (AKA-16), et USS Almaack (AK-27), arrive au large de Koli Point trois jours plus tard. Le 19 février, le Stevens quitte Guadalcanal pour accompagner le Almaack en Nouvelle-Calédonie. Ils atteignent Nouméa le 22 février. Après quatre jours dans le port français, le destroyer fait route en compagnie du SS Japara vers les îles Salomon. Le 4 mars, il a suivi le navire marchand dans le port de Tulagi, s'est ravitaillé à Port Purvis sur l'île Florida, puis a pris place devant le SS Mormacwren pour un voyage vers Efate. Le Stevens est entré dans le port de Havannah le 5 mars après s'être séparé du navire marchand, qui a poursuivi sa route de façon indépendante vers Auckland, en Nouvelle-Zélande.
Après 10 jours dans la région d'Efate, le Stevens est sorti avec la Task Force 37 pour bombarder la région de Kavieng au nord-ouest de la Nouvelle-Irlande. Jusqu'à la mi-mars, on avait supposé qu'un assaut sur cette zone était nécessaire pour compléter le cercle autour de l'énorme base japonaise de Rabaul sur l'île de la Nouvelle-Bretagne et pour fournir une base pour les opérations au nord des Philippines. Cependant, la décision d'occuper une partie des îles de l'Amirauté rendait Kavieng inutile en tant que base ; et les planificateurs estimaient que la campagne aérienne contre Rabaul se déroulait si bien qu'elle neutralisait cette grande base japonaise sans l'occupation de Kavieng. Par conséquent, le bombardement naval, au cours duquel le Stevens se concentre sur les îles de Nusa et Nusalik, fut la seule phase de l'opération réalisée, mais elle fut néanmoins très efficace. Samuel Eliot Morison cite des sources japonaises qui attestent de l'effet "démoralisant" des bombardements, au cours desquels le Stevens, deux porte-avions d'escorte et 14 autres destroyers se sont joints aux cuirassés USS New Mexico (BB-40), USS Mississippi (BB-41), USS Tennessee (BB-43), et USS Idaho (BB-42).
Le Stevens est retourné à Efate le 25 mars 1944, et il y est resté presque deux semaines. Le 5 avril, il appareille avec le 25e escadron de destroyer (Destroyer Squadron 25 - DesRon 25) pour remonter la côte est de la Nouvelle-Guinée. Après des escales à la baie de Milne et au Cap Sudest, les destroyers ont rejoint le 19 avril le TG 77.4 au Cap Cretin et ont fait route vers la zone d'invasion de Hollandia, en Nouvelle-Guinée. Le TG 77.4, le deuxième échelon de la force d'invasion de Hollandia, s'est divisé le 22 avril, et le Stevens a protégé le groupe de renfort ouest pendant que ses troupes débarquaient dans la baie de Tanahmerah. Il a quitté Hollandia le 30 avril 1944 et est revenu sur ses pas le long de la côte est de la Nouvelle-Guinée, puis s'est dirigé vers les îles Salomon, entrant dans la baie de Purvis le 10 mai.
Pendant près d'un mois, il est resté dans les Salomon, escortant des convois, s'entraînant au combat, se reposant et se réapprovisionnant au port. Puis, le 4 juin 1944, il a mis le cap sur les îles Marshall, atteignant Kwajalein le 8, y patrouillant jusqu'au 12, puis se dirigeant vers Eniwetok. Il est entré dans ce lagon le 28 juin et y est resté jusqu'au 17 juillet, date à laquelle il est parti dans l'écran du TG 53.3, transportant des troupes pour l'assaut de Guam. Le groupe opérationnel est arrivé au large de Guam tôt le matin du jour du débarquement, le 21 juillet 1944, et le Stevens a tiré sur les positions ennemies alors que les troupes débarquaient des transports et débarquaient sur l'île. Le destroyer a continué son rôle d'appui-feu en fournissant des tirs de harcèlement, d'interdiction et d'appel en soutien aux troupes américaines et aux Marines à terre jusqu'à son départ le 26 juillet 1944.
Le Stevens est retourné à Eniwetok le 30 juillet, puis il a fait route vers Guadalcanal le jour suivant. Le Stevens a atteint Guadalcanal le 5 août, mais a poursuivi sa route vers Espiritu Santo, qu'il a atteint le jour suivant. Il a quitté Espiritu Santo le 14 août et s'est amarré dans la baie de Purvis deux jours plus tard. Le 17 juillet, le Stevens se dirige vers la Nouvelle-Guinée. Le Stevens est arrivé à la baie de Humboldt le 21 juillet, puis a fait un aller-retour à la baie de Maffin; ensuite, le 7 septembre, il a quitté la baie de Humboldt pour Aitape. Il a rejoint la Task Force 77 à Aitape et, le 10 septembre, est sorti avec cette force opérationnelle pour Morotai dans les Indes orientales. Cinq jours plus tard, les troupes d'assaut ont débarqué sur Morotai, sans grande opposition. Le Stevens a patrouillé pendant que les transports déchargeaient les hommes et le matériel. En fin d'après-midi, il fait route vers la baie de Humboldt, escortant les paquebots HMAS Manoora et HMAS Kanimbla. Ce petit convoi a atteint sa destination le 18 septembre ; et le jour suivant, le Stevens a rejoint le destroyer USS McKee (DD-575) pour la protection d'un autre échelon à destination de Morotai. À son retour à Morotai, le Stevens a commencé à patrouiller en tant que piquet radar et anti-sous-marin au large de la baie de Kaoe, et à servir en patrouille de nuit au sud de Morotai.
Le Stevens est resté dans les environs de Morotai du 23 septembre au 3 octobre. Pendant cette période, il a poursuivi ses diverses patrouilles, a repoussé des attaques aériennes et, après le 25 septembre, a servi de quartier général à l'officier de contrôle des péniches de débarquement. Le 3 octobre, il a quitté Morotai en compagnie du USS Lang. Les deux destroyers sont entrés dans la baie de Humboldt deux jours plus tard. Le 16 octobre, le Stevens a fait route dans la protection du TG 78.6, "Leyte Reinforcement Group One". Après un voyage de six jours, le convoi arriva dans le golfe de Leyte, et le Stevens se ravitailla en carburant avant d'escorter le TG 78.10 vers la Nouvelle-Guinée. Entre le 28 octobre et le 9 décembre 1944, le Stevens a accompagné trois autres convois de la région de la Nouvelle-Guinée au golfe de Leyte.

### 1945: Philippines et Bornéo
Du 9 décembre 1944 au 7 juin 1945, le Stevens opère principalement aux Philippines; sa seule pause est un voyage du golfe de Lingayen à Manus; il retourne ensuite à Leyte via Hollandia, où il reste du 13 février au 4 mars. Du 20 au 23 décembre 1944, il escorte le cargo USS Ruticulus (AK-113) à Guiuan sur Samar et retourne à Leyte. Entre le 27 décembre 1944 et le 1er janvier 1945, alors qu'il protégeait un échelon de réapprovisionnement (TU 78.3.15) vers Mindoro et retour, le Stevens a abattu trois avions ennemis au cours des fréquentes attaques aériennes qui ont eu lieu dans la région. Le 9 janvier 1945, il se met en route pour escorter un échelon de ravitaillement vers le golfe de Lingayen. La veille de son arrivée, le convoi fut attaqué par six avions japonais; quatre furent abattus par les tirs anti-aériens de l'écran, et les deux autres repartirent.
Le convoi du Stevens a atteint le golfe de Lingayen le 13 janvier, et il a patrouillé sur un poste de piquet radar jusqu'au 18 janvier, et s'est également tenu prêt à fournir un appui-feu si nécessaire. Le 23 janvier, il est retourné à l'île de Leyte. Le 2 février, il a rejoint l'unité opérationnelle 78.12.9 (TU 78.12.9), puis l'a escorté jusqu'à la baie de San Pedro le 5 février; il est ensuite reparti pour rejoindre la TU 78.7.2 au large de Dulag, aux Philippines. Le Stevens a gardé ce convoi jusqu'au golfe de Lingayen, où il est arrivé le 9 février et où il est resté jusqu'au 13 février 1945.
De retour aux Philippines après un voyage à Manus et Hollandia, il a fait escale dans la baie de Manille à Luçon, le 6 mars, et le 9, il s'est dirigé vers le golfe de Lingayen. En route, il a fait escale à Mindoro dans la nuit du 10 au 11 mars, puis il est arrivé à Lingayen le 12 mars. Du 13 au 15 mars, il rejoint le destroyer USS Frazier (DD-607) dans une recherche d'aviateurs américains abattus. Le Frazier a récupéré six hommes d'un équipage de bombardier lourd B-24, et le Stevens a été libéré pour rattraper et rejoindre le TG 72.4 le 16 mars. Il s'est ravitaillé en carburant dans la baie de Mangarin à Mindoro, ce jour-là, puis a fait route avec le croiseur USS Cleveland (CL-55) et les destroyers USS Conway (DD-507) et USS Eaton (DD-510) pour soutenir les débarquements à Iloilo sur l'île de Panay du 18 au 20 mars. Il a quitté Panay le 20 mars, est arrivé à Mindoro le 21 mars et a rejoint la protection du TG 74.2.
Pendant le mois suivant, le Stevens a opéré à partir de la baie de Subic, à Luçon. Ensuite, le 14 avril, il a fait route avec le TG 74.2 pour participer aux débarquements dans la région de Parang-Malabang-Cotabato sur l'île de Mindanao. Le Stevens est arrivé au large de Polloc Harbor le 17 avril et a patrouillé la zone de débarquement, protégeant le croiseur USS Denver (CL-58) et fournissant un appui-feu aux troupes, jusqu'au 19 avril. Il est retourné dans la baie de Subic, à Luçon, le 21 avril, et y est resté pendant une semaine et un jour. Le 29 avril 1945, le Stevens est retourné à Mindanao et, après un arrêt à Police Harbor, il a atteint le golfe de Davao, à Mindanao, le 1er mai. Le 3 mai, il a soutenu les unités de dragage de mines dans la région de Santa Cruz et a de nouveau protégé le Denver, tandis que le croiseur fournissait un appui-feu avec ses canons de 6 pouces (150 mm). Le Stevens est retourné dans la baie de Subic, à Luçon, le même jour, et il est arrivé le 6 mai. Il a passé le mois suivant dans la région de la baie de Manille et de la baie de Subic, où il a participé à des exercices, à des travaux d'entretien et de réparation et à des sorties à terre.
Le 7 juin, le Stevens a quitté les Philippines avec le TG 74.2 pour soutenir l'invasion de Bornéo dans les Indes orientales. Du 9 au 11 juin, il a patrouillé au large de la baie de Brunei, à Bornéo, au sein de la force de soutien du groupe d'attaque. Le 11 juin, il a fait route vers Tawi-Tawi avec la majeure partie de la force opérationnelle. Après avoir fait escale à Tawi-Tawidans la nuit du 12 au 13 juin, il est arrivé à Balikpapan, Bornéo, le 15 juin, et a soutenu l'invasion de Balikpapan jusqu'au 2 juillet. Du 15 au 17 juin, il a soutenu les dragueurs de mines. Le 17, il a bombardé les plages de Klandasan et a également repoussé une attaque aérienne le soir même pendant la retraite de nuit. Il a effectué un autre bombardement côtier le 19 juin, puis a engagé des batteries côtières les 21 et 23 juin, réduisant deux d'entre elles au silence le 23. Les troupes ont débarqué le 1er juillet, et le Stevens a aidé à les couvrir avec des tirs de contre-batterie et de harcèlement pendant toute la journée et la nuit. Le jour suivant, il a quitté Balikpapan en direction du golfe de Leyte, aux Philippines.
Le Stevens est entré dans la baie de San Pedro le 5 juillet et y est resté pendant une semaine. Le 12 juillet, il est sorti de la baie, puis a atteint la baie de Subic trois jours plus tard. Le Stevens a effectué des exercices tactiques et de guerre anti-sous-marine dans la région de la baie de Manille et de la baie de Subic, à Luçon, pendant toute la durée de la guerre du Pacifique.
Le 28 août 1945, presque deux semaines après la cessation des hostilités, le Stevens a quitté la baie de Subic avec le TG 71.1 et s'est dirigé vers la mer Jaune et l'ouest de la Corée. Le 30 août, le Stevens, le USS Bell (DD-587) et le USS Burns (DD-588) ont été envoyés dans la baie de Nakagusuku à Okinawa, où ils se sont présentés à la [e division de porte-avions.
Le Stevens est sorti de cette baie deux jours plus tard dans la protection des porte-avions de la TF 72 et s'est dirigé vers Inchon, en Corée. Le 10 septembre, il a fait escale à Inchon pour des réparations et, du 19 au 20 septembre, il a protégé le croiseur USS New Orleans (CA-32) jusqu'à Tsingtao, en Chine. Là, il a participé à l'internement des navires japonais jusqu'au 29 septembre, puis il s'est rendu à Taku Bar où il a appuyé les débarquements de troupes jusqu'au 6 octobre. Le 7 octobre, le Stevens est arrivé à Chefoo Harbor, a rejoint la TU 71.1.5, puis s'est dirigé vers Inchon. Après un séjour de cinq jours dans cette ville, il est parti le 13 octobre avec des troupes, des marins et des Marines, à destination des États-Unis. Le Stevens s'est arrêté à Guam le 19 octobre, et après s'être rendu à Hawaï, il a passé deux jours à Pearl Harbor, Oahu. De là, il a navigué vers la côte ouest, atteignant San Diego, en Californie, le 7 novembre 1945.

### Après-guerre
Le 8 novembre 1945, après avoir déchargé ses passagers, le Stevens se rendit à San Pedro de Los Angeles, où il se présenta à la 19e Flotte (de réserve) (19th (Reserve) Fleet) pour une révision de désactivation. Il a été désarmé le 2 juillet 1946 et est resté dans la flotte de réserve du Pacifique (Pacific Reserve Fleet) jusqu'au 1er décembre 1972, date à laquelle son nom a été rayé de la liste de la Marine (Naval Vessel Register). Le 27 novembre 1973, sa coque a été vendue à Zidell Explorations, Inc. de Portland, dans l'Oregon, pour être mise au rebut.

## Décorations
Le Stevens a reçu neuf battles stars pour son service pendant la Seconde Guerre mondiale.

## Anecdote
Le dessinateur de bandes dessinées Sam Glanzman a servi à bord du Stevens de 1942 à 1945 et a relaté ses années à bord dans une série de nouvelles pour DC Comics et dans deux romans graphiques de Marvel Comics, A Sailor's Story et A Sailor's Story, Book Two : Winds, Dreams, and Dragons.

### Littératures
- (de) Stefan Terzibaschitsch: Zerstörer der U.S. Navy. Bechtermünz Verlag, Augsburg 1997,  (ISBN 3-86047-587-8).
- (en) Alan Raven: Fletcher Class Destroyers. Naval Institute Press, Annapolis 1986,  (ISBN 0-87021-193-5).
- (en) Jerry Scutts: Fletcher DDs (US Destroyers) in action (Warships No. 8). Squadron/signal publications, Carrollton Texas 1995,  (ISBN 978-0-89747-336-1).
- (en) Theodore Roscoe: Destroyer Operations in World War II. United States Naval Institute, Annapolis 1953,  (ISBN 978-0-87021-726-5).